# Tjele hjelmfragmentet
Tjele hjelmfragment er et fragment i jern og bronze, der har udgjort en del af næse og øje-beskyttelsen på en hjelm fra vikingetiden. Det blev fundet i 1850 i en stor bunke af smedeværktøj og metal i Danmark, og selvom det blev sendt til Nationalmuseet, så blev det fejlagtigt beskrevet som et saddelbeslag i 134 år. Først i 1984 blev det ordentligt kategoriseret af en assistent på museet, der identificerede det som ét af meget få kendte eksempler på hjelme fra vikingetiden, sammen med Gjermundbuhjelmen, to fragmenter fra Gotland og ét fra Kijev.
Fragmentet stammer fra mellem år 950 og 970. Det viser den endelige udvikling til hjelme med kam på toppen, der blev brugt i Europa fra 500-tallet og fremefter, og som primært kendes fra den angelsaksiske periode og vendeltiden. Tjele hjelmfragmentet er en af blot tre eksempler på hjelme af denne type; Gevninge hjelmfragmentet er dateret til et sted mellem år 550 og 700, og blev fundet i år 2000. I 2024 fandt en detektorfører Lejre hjelmfragtmentet, der er dateret til mellem år 650-750.